# Havídža
Havídža (arabsky الحويجة‎) je stotisícové irácké město a centrum stejnojmenného okresu v guvernorátu Kirkúk na jihu Iráckého Kurdistánu. Město se nachází asi 65 km západně od Kirkúku a 280 km severně od Bagdádu.